# تراموا آمستردام
تراموا آمستردام (هلندی: Amsterdamse tram) سیستم تراموا در شهر آمستردام، هلند است.
این تراموا که در سال ۱۸۷۵ با نیروی اسب تأسیس شده دارای ۱۵ خط، ۵۰۰ ایستگاه و ۸۰٬۵ کیلومتر طول می‌باشد.

## نگارخانه

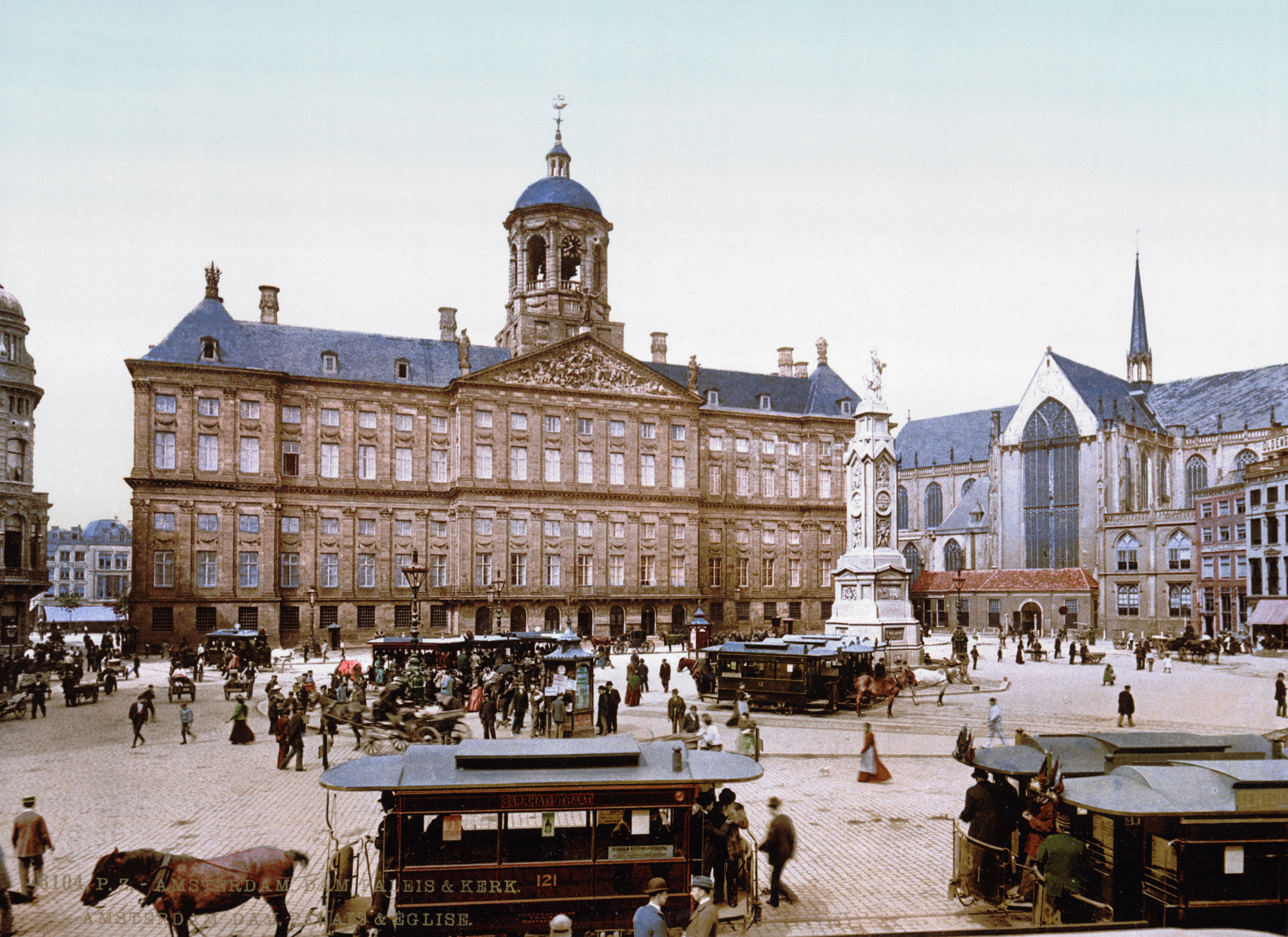
اواخر قرن ۱۹
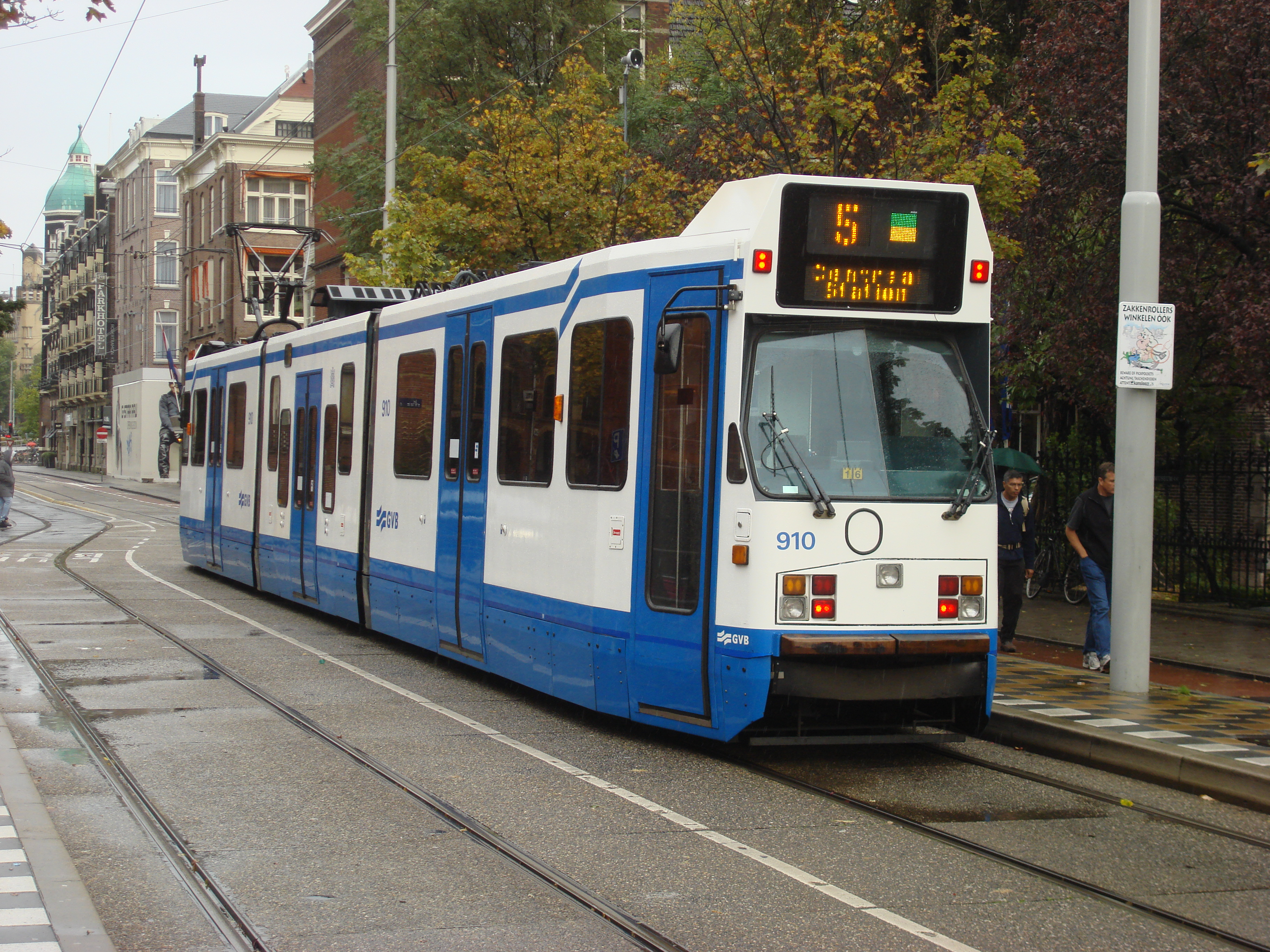
۲۰۰۸
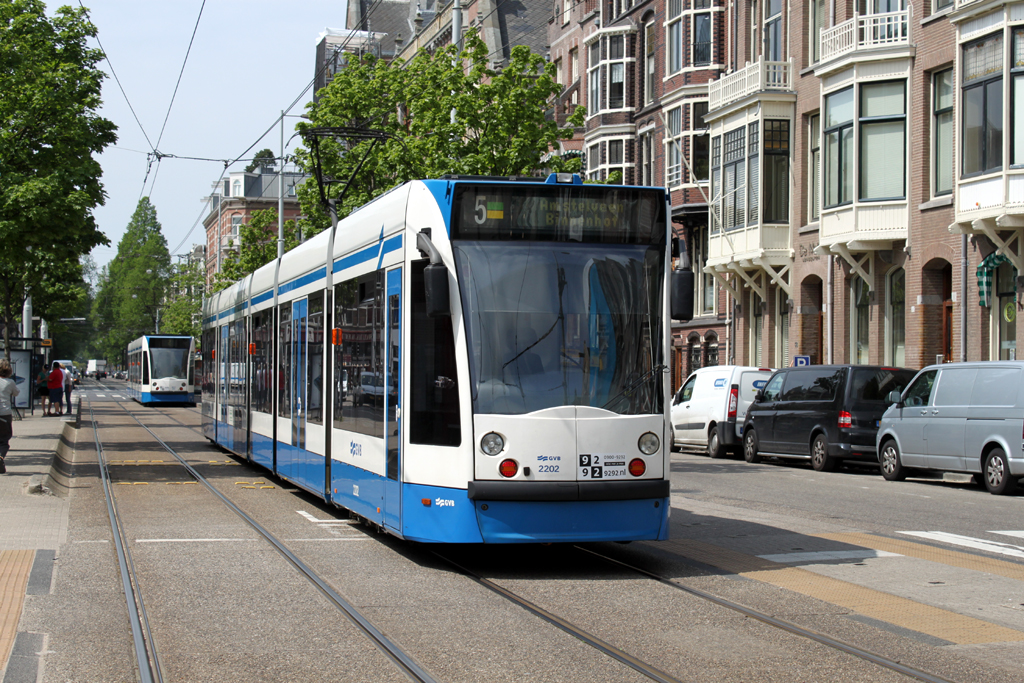
۲۰۱۲
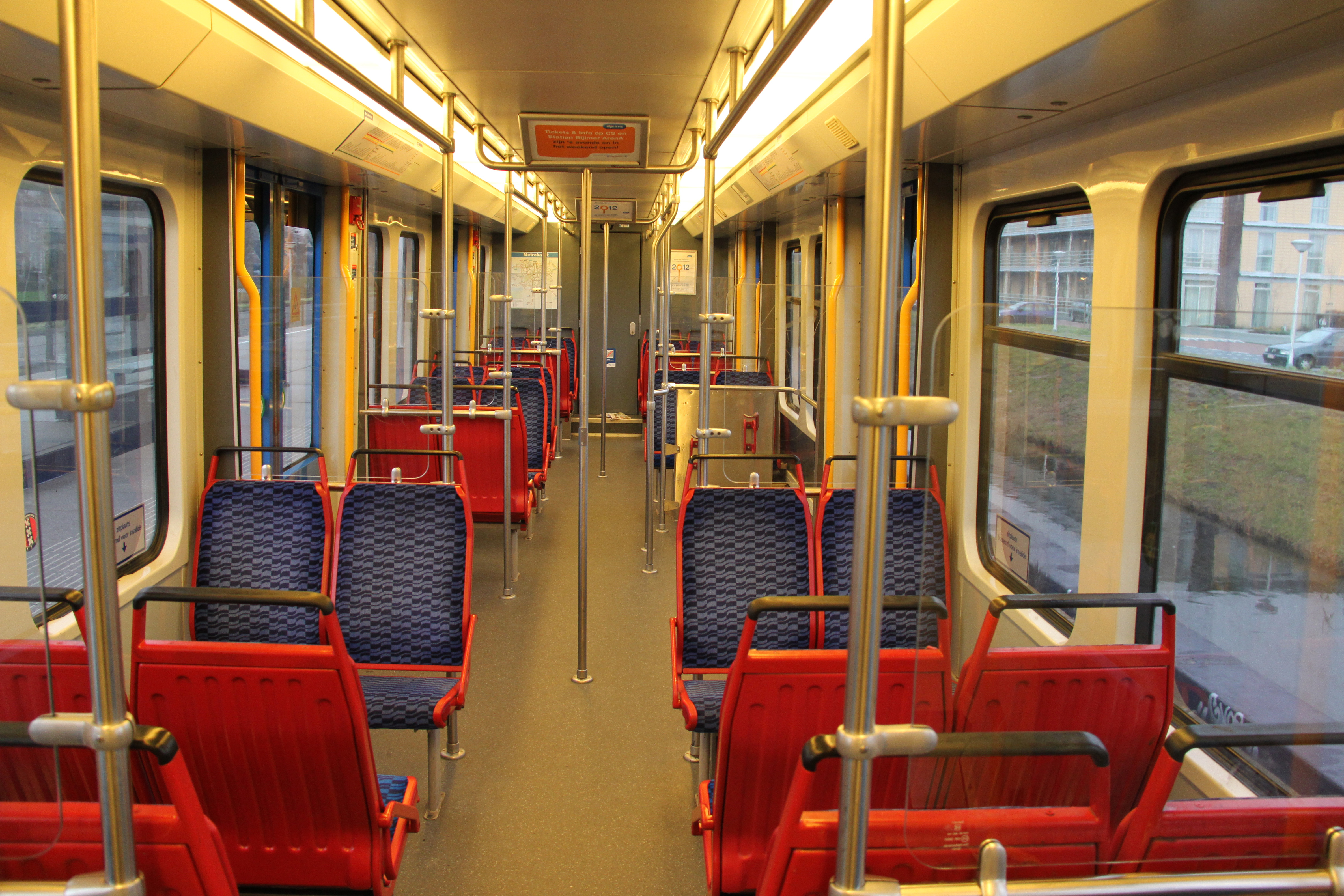